# Mother Love Bone
Mother Love Bone byla americká rocková hudební skupina ze Seattlu, hudebně aktivní mezi lety 1988–1990. Jejím frontmanem byl Andrew Wood, který zemřel na předávkování heroinem jen několik dní předtím, než vyšlo debutové album skupiny Apple. Na Woodovu počest vznikla skupina Temple of the Dog a pozdější Pearl Jam.

## Historie
Skupina Mother Love Bone byla založena v roce 1988 bývalými členy skupiny Green River Stonem Gossardem, Jeffem Amentem, Bruce Fairweatherem, Andrewem Woodem a bubeníkem Gregem Gilmorem.

## Discografie

### Alba
| Datum vydání | Název            | Label           | Typ            |
| 1989         | Shine            | Mercury Records | EP             |
| 1990         | Apple            | Mercury Records | Studiové album |
| 1992         | Stardog Champion | Mercury Records | Kompilace      |

### Singly
- "Stardog Champion" (Stardog/Mercury Records, 1990)
- "This Is Shangrila" (Stardog/Mercury Records, 1990)
- "Stardog Champion" (Stardog/Mercury Records, 1992)
- "Capricorn Sister" (Stardog/Mercury Records, 1992)